# Madeirakungsfågel
Madeirakungsfågel (Regulus madeirensis) är en mycket liten tätting i familjen kungsfåglar med omtvistad taxonomi, endemisk för Madeira.

## Utseende och läten
Fågeln är som alla kungsfåglar mycket liten, grönfärgad ovan, beige under och med den för familjen karakteristiska gul- eller orangefärgade hjässan. Denna är väldigt lik brandkronad kungsfågel och av samma storlek (9-10 centimeter), men skiljer sig genom sitt mycket kortare vita ögonbrynsstreck, mer svart i vingen och mer mättat gyllebrun fläck på sidan av halsen. Näbb och ben är som för många andra ölevande taxon längre.

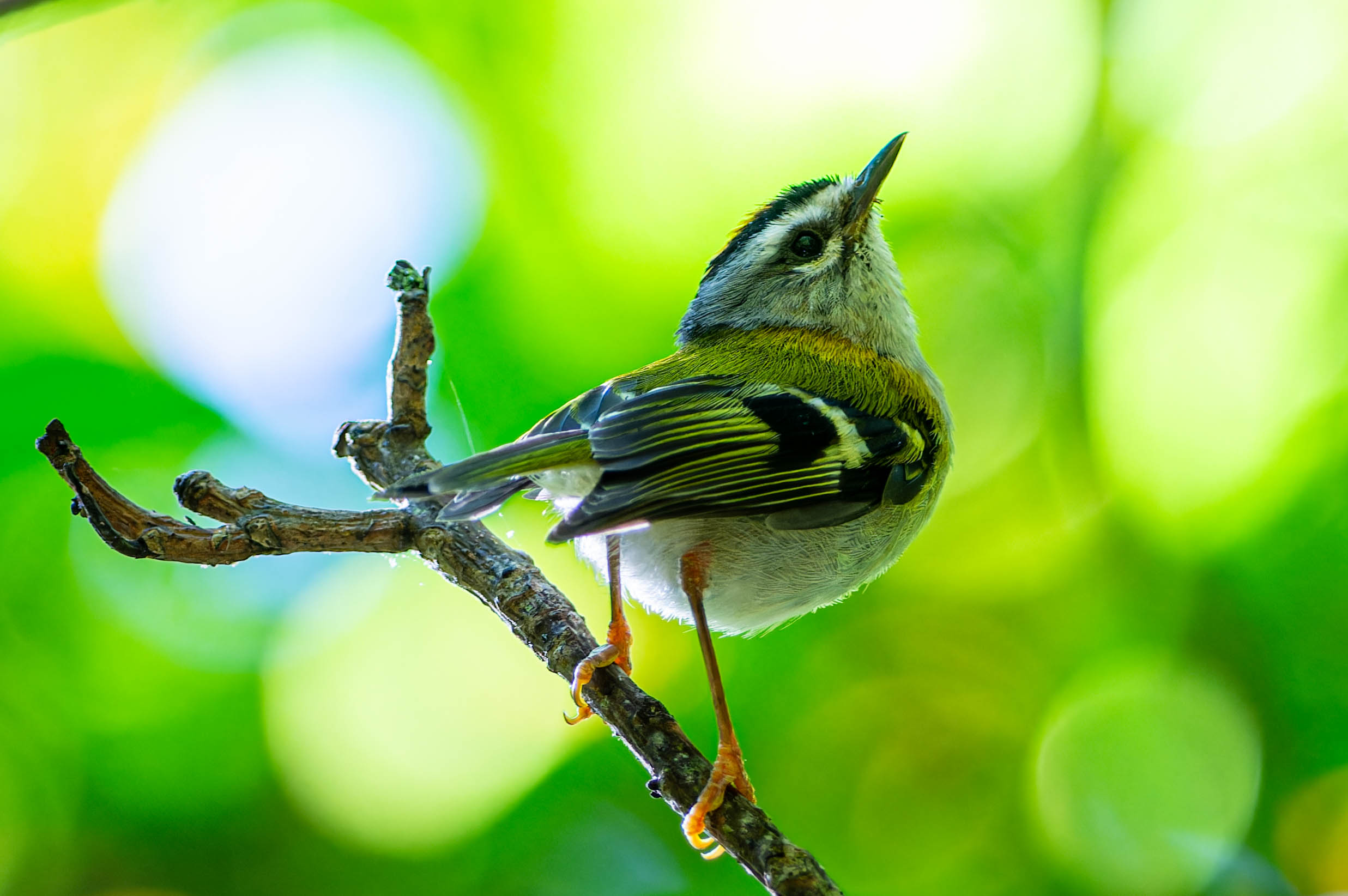

Även lätena skiljer sig från den brandkronade kungsfågelns, med för arten unika genomträngande viihz och visslande piip. 

## Utbredning och systematik
Madeirakungsfågel hittas enbart på ön Madeira, där den förekommer relativt allmänt från 600 till 1.550 meter över havet. Den är huvudsakligen stannfågel, men kan röra sig till lägre regioner efter häckningen.

### Släktskap
Madeirakungsfågel (R. madeirensis) behandlades tidigare som en underart till brandkronad kungsfågel, men urskiljs numera allmänt som egen art baserat på skillnader i utseende, läte och genetik. Genetiska studier visar att inom släktet Regulus är artparet brandkronad kungsfågel och madeirakungsfågel systergrupp till en klad bestående av amerikanska guldkronad kungsfågel, kungsfågel och taiwankungsfågel.
Kungsfåglarnas taxonomi är omdiskuterad. Enligt klassisk taxonomi kategoriserades de som en underfamilj inom den idag uppdelade familjen sångare (Sylviidae). Genetiska studier visar att de snarare utgör en helt egen utvecklingslinje och förs därför idag de till den egna familjen kungsfåglar (Regulidae), av vissa till och med till en egen överfamilj (Reguloidea). Exakt vilka andra fågelfamiljer arten är närmast släkt är oklart. Alström m.fl. (2014) finner att familjen är lika nära släkt med överfamiljerna Sylvioidea, Muscicapoidea, Certhioidea och Bombycilloidea, medan den enligt Barker m.fl. (2004) står närmast Bombycilloidea och tillsammans med denna överfamilj systergrupp till Passeroidea.

## Ekologi
Madeirakungsfågeln påträffas i skilda miljöer som skog med lagerträd och trädljung, blandskog med ek och en samt i bergsbelägna buskmarker med lågväxande trädljung och ginst. Den lyser dock med sin frånvaro i ren lövskog och eukalyptusplanteringar.
Den verkar häcka framför allt i juni och juli och placerar sitt skålformade bo i en trädljung. Kullstorleken är okänd. Den lever av leddjur, framför allt malar och fjärilslarver som den fångar på ovansidan av grenar och i lövverken men också i mossar och lavar på trädens stammar.

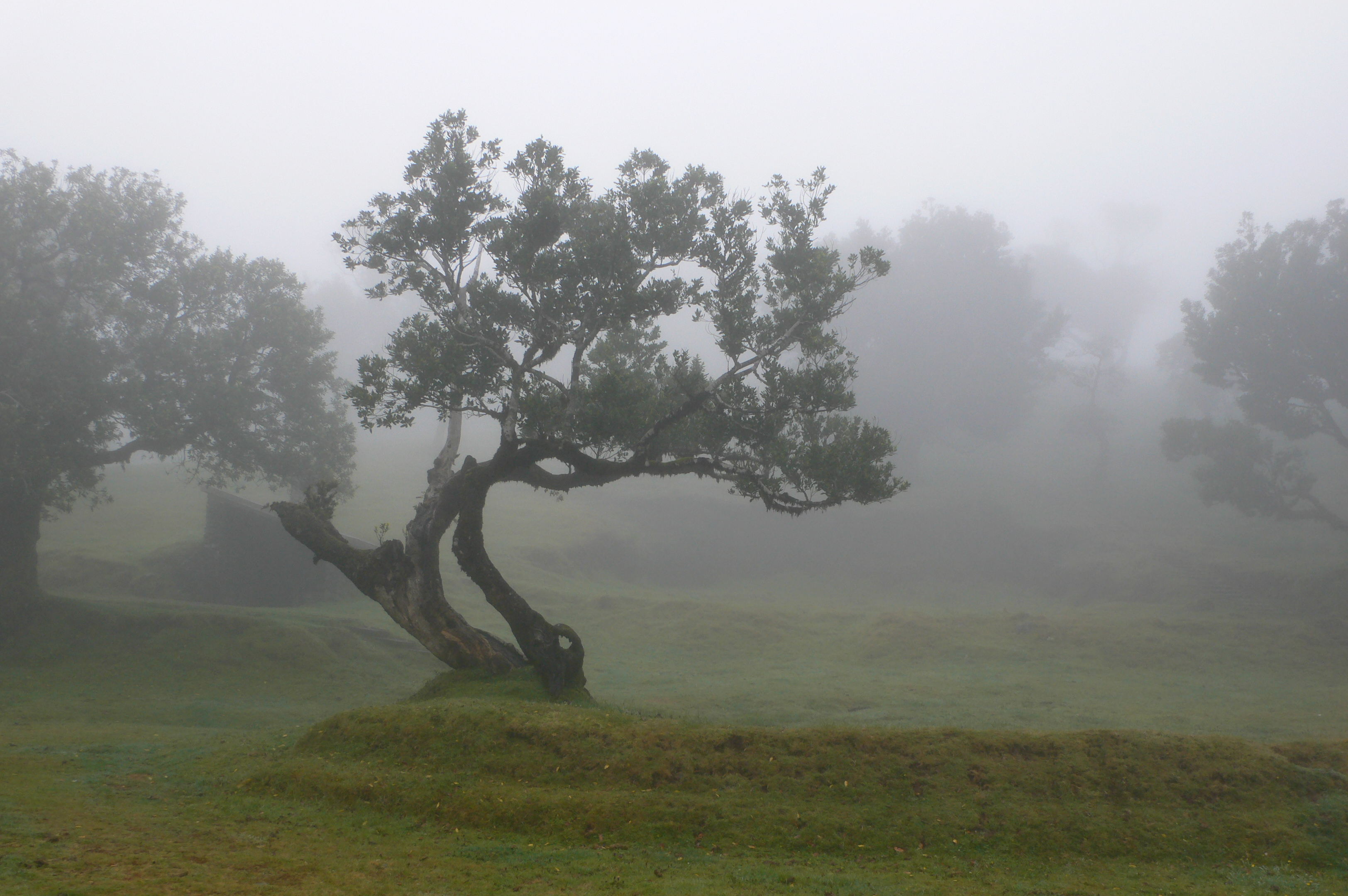
Lagerskog på Madeira.

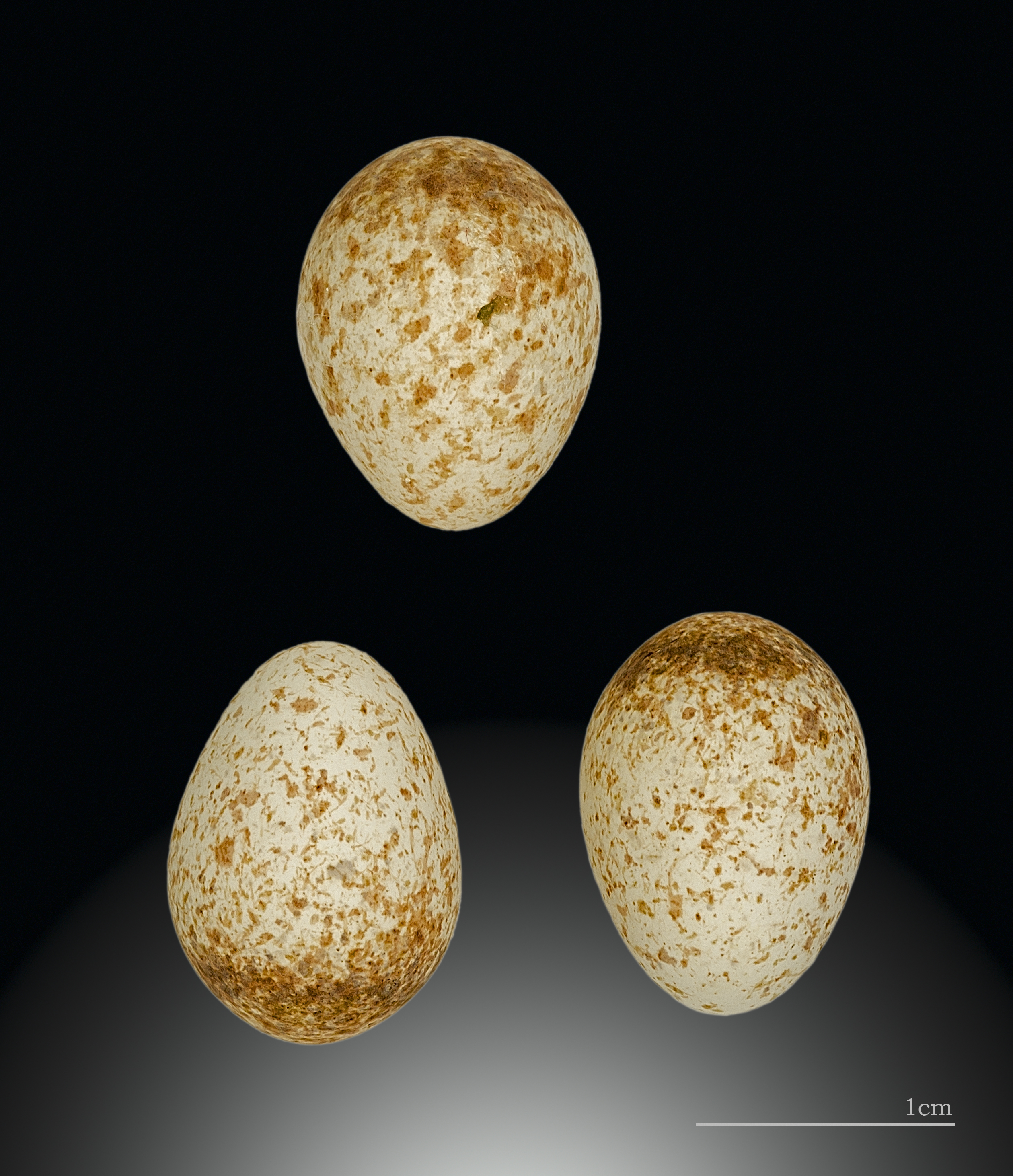
Madeirakungsfågelns ägg.

## Status och hot
Fågeln har en mycket begränsad utbredning, men är förhållandevis talrik och ökar dessutom i antal. IUCN kategoriserar den därför som livskraftig. Världspopulationen uppskattas till 105 000-211 000 vuxna individer.